# ورزشگاه آرنا داس دوناس
ورزشگاه آرنا داس دوناس (به پرتغالی: Arena das Dunas) ورزشگاهی در شهر ناتال در کشور برزیل است.
این ورزشگاه که در سال ۲۰۱۱ شروع به ساخت شده مخصوص جام جهانی فوتبال ۲۰۱۴ طراحی شده است و ۴۲٬۰۸۶ نفر ظرفیت دارد.